# Was nicht im „Baedeker“ steht

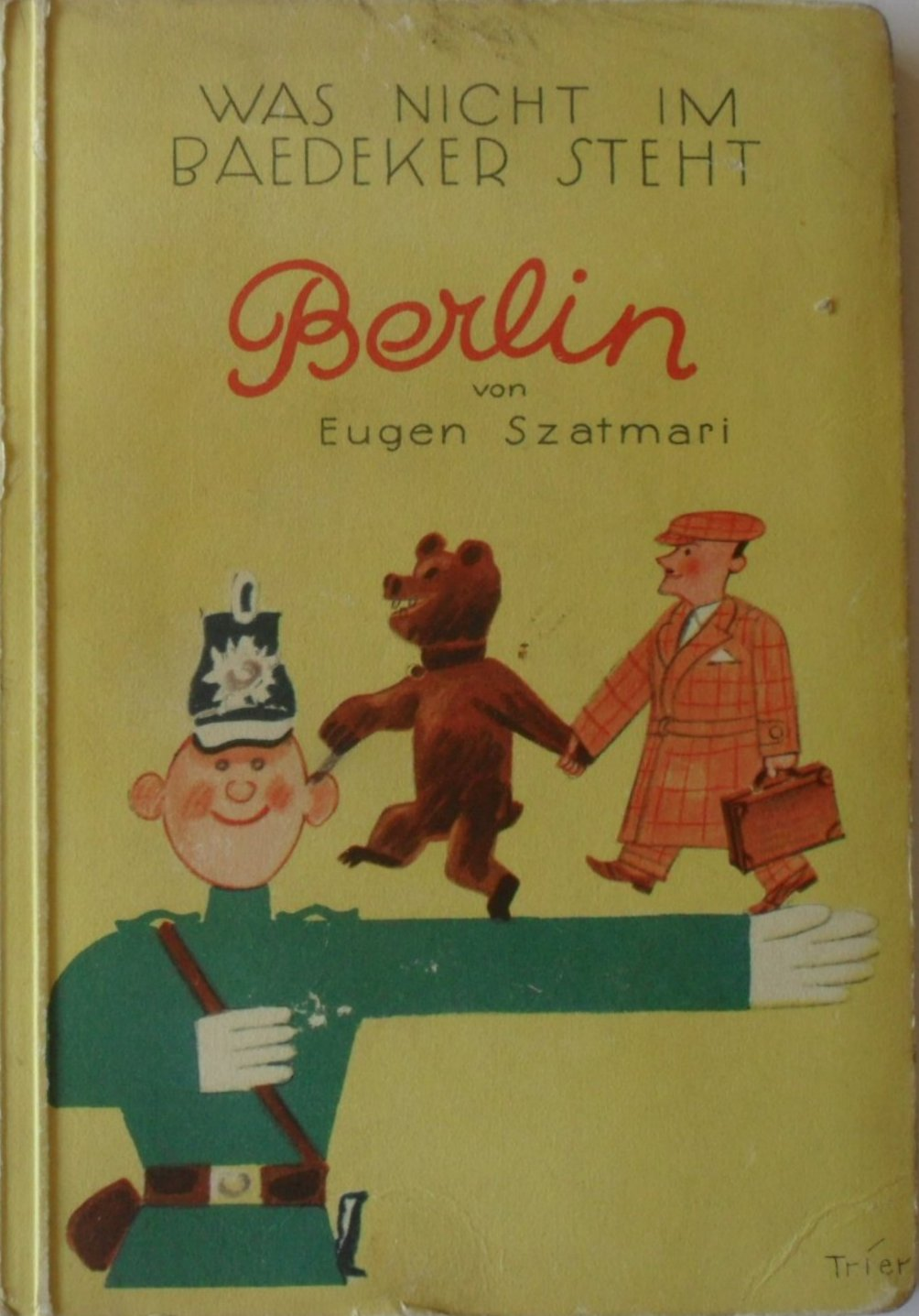
Das Buch von Berlin (1927), Umschlag von Walter Trier

Was nicht im „Baedeker“ steht war eine von 1927 bis 1938 im Piper Verlag München herausgegebene Buchreihe von insgesamt 17 Bänden, die sich als alternative Reisebeschreibungen im feuilletonistischen Stil verstanden. Die Reihentitel waren mit Schwarzweißillustrationen von namhaften Buchkünstlern und überwiegend mit Einbänden nach Entwürfen von Walter Trier ausgestattet.

## Inhalt und Autoren

### Das Reihenkonzept
Die von dem jüdischen Teilhaber des Verlags, Robert Freund, lektorierte Reihe widmete sich ausgewählten europäischen Metropolen, deutschen Mittelstädten, zum Teil auch unter Zusammenfassung von benachbarten Orten, einigen bekannten Landschaften des In- und Auslands, aber immerhin der gesamten Schweiz mit zwei Bänden. Aufgrund der nur begrenzten Anzahl der Titel, was sicher mit der politischen Entwicklung ab 1933 in Zusammenhang steht, die zur weitestgehenden Einstellung der Buchreihe geführt haben dürfte, liegt kein repräsentativer Querschnitt von deutschen und europäischen Reisezielen vor, sondern nur ein Kaleidoskop ausgewählter Destinationen.
Die Reihenbände sollten ihre Wirkung als augenzwinkernder Gegenentwurf zu den sehr sachlichen und auf das, aus Sicht des Baedeker-Verlags, für den Reisenden Wesentliche beschränkten Baedeker-Inhalten entfalten. Die Orts- und Landschaftsbeschreibungen verstanden sich dabei auch nicht als Reiseführer im klassischen Sinne, waren sie doch schon von Format und Ausstattung her nicht für den Gebrauch unterwegs geeignet. Vielmehr reflektierten sie in feuilletonistischem Stil vor allem die Atmosphäre der behandelten Reiseziele und lenkten dabei vielfach den Blick des Lesers auch hinter die Kulissen der touristischen Fassaden. Gerade zu den titelgebenden deutschen Großstädten liefern die pointiert verfassten Texte noch heute informative Abrisse ihres mannigfaltigen kulturellen und geistigen sowie politischen Lebens am Ausgang der Weimarer Republik, das nach der bald folgenden Machtergreifung durch Hitler, der im Band München ebenso wie NSDAP-Versammlungen als dort anzutreffende „Sehenswürdigkeiten“ noch mehrfach sarkastisch erwähnt wird, zunächst seines liberalen und progressiven, vor allem aber jüdischen Elements beraubt werden und schließlich in den folgenden Kriegsjahren endgültig untergehen sollte. Dieses Schicksal teilte auch die Hauptstadt des nicht einmal eine Dekade später an Deutschland angeschlossenen Österreichs. Nicht wenige der in den Büchern erwähnten Personen fanden sich später auf den behördlichen Verfolgungslisten des Deutschen Reichs und in den Emigrantenkreisen des Auslands wieder.
Der Inhalt der Bände wurde neben dem Inhaltsverzeichnis überwiegend durch Register zu den erwähnten Orten, Personen und Themen erschlossen.

### Die Autoren der einzelnen Reihenbände

#### Reihenentwicklung bis Anfang 1933

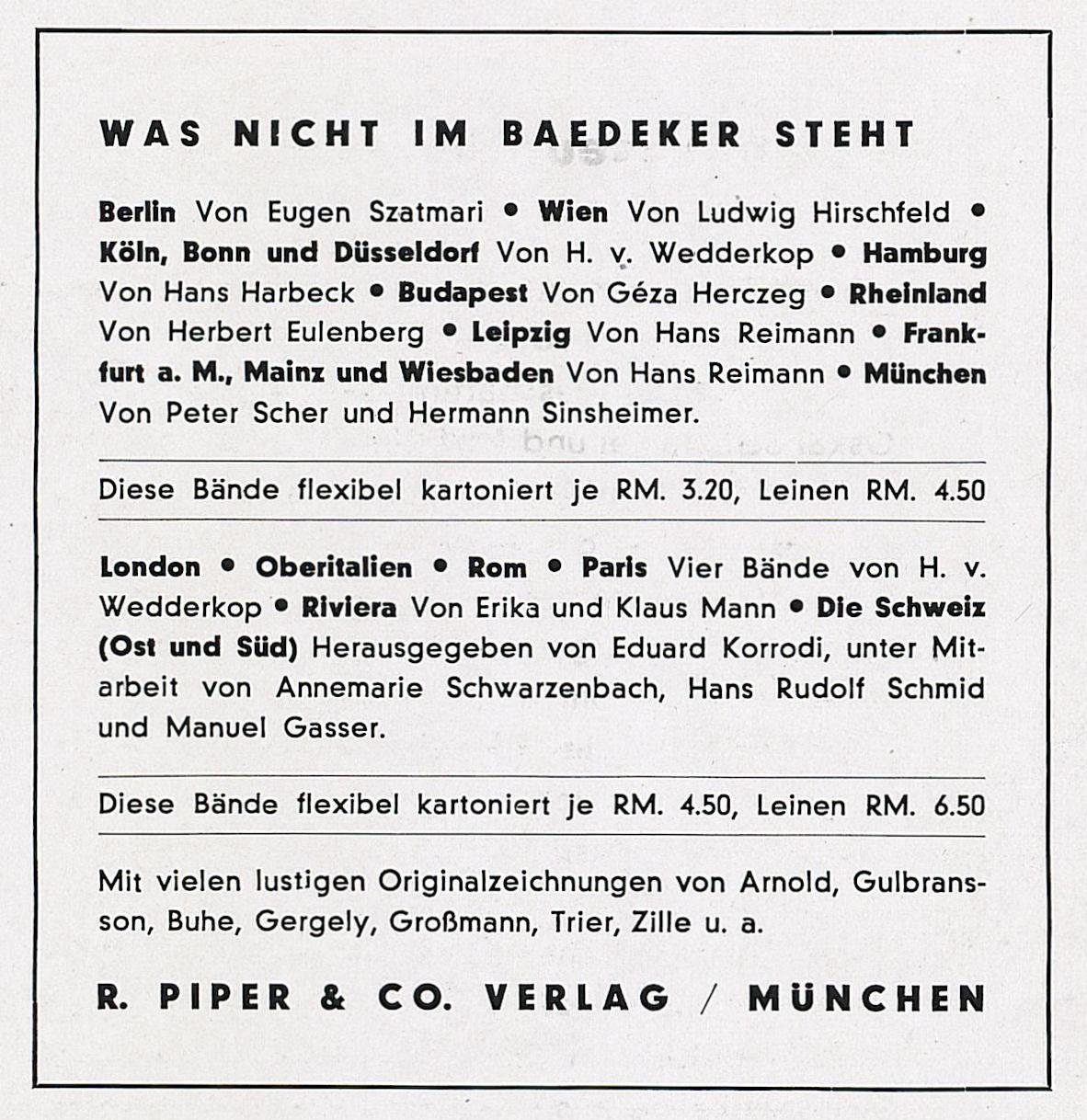
Werbung für die Buchreihe in der Zeitschrift die neue stadt (5/1932)

##### Auftaktbände 1927
- Berlin

Den Reihenauftakt für die deutsche Hauptstadt verfasste kein Urberliner – hier wäre beispielsweise Hans Ostwald in Betracht gekommen –, sondern der aus Ungarn stammende Journalist sowie Buch- und Drehbuchautor Eugen Szatmari, der den Band zweimal leicht überarbeitete. Während die erste Auflage noch mit einem Sachregister ausgestattet wurde – beim 11. bis 15. Tausend blieb davon nur noch ein ins Leere führender Eintrag im Inhaltsverzeichnis übrig –, warteten die beiden folgenden mit der neuen Rubrik „Kurze Ratschläge für Berlinreisende“ auf, bei der es um praktische Alltagsfragen des Aufenthalts in Berlin, wie Postämter, Verkehrsmittel oder auch das Dampfbaden ging. Die Zahl der zunächst 36 Illustrationen reduzierte sich ab dem 11. Tausend auf 32, wobei erst dann alle 9 enthaltenen Künstler auch auf dem Titelblatt ausgewiesen wurden. In der dritten Auflage ist noch immer Derso genannt, obwohl im Band keine mit seinem Namen signierte Illustration mehr zu finden ist. Die neu aufgenommene, unsignierte Zeichnung von Reichskanzler Heinrich Brüning entspricht offenkundig nicht seinem Stil. Während bis zum 15. Tausend im Kapitel „Zwischen Wilhelmstraße und Platz der Republik - Regierungsviertel und Parlament“ eine möglicherweise in Aussicht stehende Ernennung von Hermann Müller zum Reichskanzler durch den Reichspräsidenten erwähnt wird, war in der letzten Auflage der Amtsantritt Heinrich Brünings als neuer Reichskanzler thematisiert worden – der Redaktionsschluss dieser Auflage lässt sich dadurch auf etwa Ende 1930/Anfang 1931 datieren. Erstmals in dieser Auflage sind die im Ergebnis der Reichstagswahl von September 1930 mit 18,3 % (Zuwachs von 15,5 % zu 1928) im Reichstag vertretenen „Nazis“ als neue starke politische Kraft erwähnt. Die Lektüre des Berlin-Bandes zur Information über den Reichstag und seine damaligen Protagonisten empfiehlt kein Geringerer als Franz Hessel in seinem 1929 erschienenen Essay „Spazieren in Berlin“.
- Wien (The Vienna)

Zunächst war diesem 1927 erschienenen II. Reihenband ein Anhang für Budapest, die mit Wien eng verbundene, ehemalige zweite Hauptstadt der Donaumonarchie beigegeben. In der 2. Auflage (11.-20. Tsd.) wurde dieser weggelassen, weil bereits das Erscheinen eines eigenen Bands für Ungarn und Budapest im Folgejahr geplant war. Der Autor Ludwig Hirschfeld wollte mit diesem Buch seine Geburtsstadt dem literarisch, kulturpolitisch und touristisch interessierten Leserkreis nahebringen. Er wurde trotz seiner Emigration 1938 nach Paris noch ein Opfer der nationalsozialistischen Judenverfolgung. Am 6. November 1942 sollte er von Paris aus nach Auschwitz deportiert und ermordet werden.

Das Buch von Wien wurde 1929 als einziger Band unter Neugestaltung auch der Einbandzeichnung durch Walter Trier und der Illustrationen ins Englische übersetzt, wofür T. W. MacCallum, der damals als Autor von Sprachlehrbüchern in Erscheinung trat, verantwortlich zeichnete. Die Einführung Hirschfelds wurde durch eine Vorbemerkung des Übersetzers ersetzt, deren Inhalt sich an den englischsprachigen Leser richtete.

##### Folgebände 1928 bis 1932
- Bände von Hermann von Wedderkop

Gleich fünf Reihenbände, wovon drei den europäischen Metropolen London, Paris und Rom und die beiden anderen „Oberitalien“ und „Köln, Düsseldorf, Bonn“ gewidmet waren, steuerte der Herausgeber des Zeitgeistmagazins Der Querschnitt, Hermann von Wedderkop, bei.
- München

In einem einführenden Kapitel „Bei Licht betrachtet“ werden mit humoristischem Unterton schlaglichtartig bayerische und lokale Besonderheiten in Politik, Kultur und Alltagsleben beleucht. Dabei ist auch Hitler nach dem misslungenen Putsch von 1923 – entgegen der tatsächlichen späteren Entwicklung – als schon erledigte „Saisonerscheinung“ erwähnt im Gegensatz zum als sehr populär beschriebenen, im Ergebnis der Nazi-Herrschaft ab 1933 aber abgesetzten bayerischen Ministerpräsidenten Held. Die bekanntesten Münchener Künstler und Schriftsteller sowie die mit dem Verlagswesen und Kunsthandel verbundenen bedeutenden Personen sind in einer von Hermann Bahr bis Walther Zimmermann (Direktor der Münchener Künstlergenossenschaft) reichenden, mit launigen Charakterisierungen versehenen umfangreichen Ehrentafel aufgeführt, die mit Portraitzeichnungen von Heinrich und Thomas Mann, Oskar Maria Graf und Max Halbe geschmückt ist. Ergänzend werden in einem der Kleinkunst gewidmeten Kapitel unter anderen Karl Valentin und Liesl Karlstadt, Ringelnatz mit dem von Kathi Kobus gegründeten  Simplicissimus sowie die Volkssänger Weiß Ferdl und Eringer Seppl vorgestellt. Überhaupt finden sich an vielen Stellen des Buchs Hinweise zum besonderen Verhältnis der Stadt zu den Künsten, das auch mit einem „Traktat über die schönen Künste“ schließt. Bei der Erwähnung der vielfältigen Münchener Freizeitaktivitäten („Weekend und andere Münchner Ansammlungen“) darf natürlich auch das Oktoberfest nicht fehlen; München wird auch als Ausgangspunkt für mehr oder weniger in der Nähe liegende Reiseziele, wie die Salzburger Festspiele und die Oberammergauer Passionsspiele („München und die Provinz“), beschrieben.

Der Mitautor Hermann Sinsheimer – der andere Autor war der ehemalige Chefredakteur des Satireblatts Simplicissimus Peter Scher –, unterlag als jüdischer Autor nach 1933 staatlichen Verfolgungsmaßnahmen, konnte aber im Gegensatz zu dem in seiner Pariser Emigration verhafteten Hirschfeld (siehe Band „Wien“) 1938 über Palästina nach England fliehen.
- Leipzig, Hamburg

In das kulturelle Leben ihrer aktuellen oder ehemaligen Heimatstädte führten u. a. der humoristische Schriftsteller Hans Reimann (Das Buch von Leipzig), der bis 1925 in Leipzig gewohnt hatte, und der mit dem Schriftsteller und Kabarettisten Carl Wolff befreundete Hans Harbeck (Das Buch von Hamburg) ein.
- Rheinland

Der Landschaftsband Das Buch vom Rheinland, das seine titel- und inhaltsseitige Entsprechung auch in einem legendären Baedeker-Band, der 1835 erstmals erschienenen Rheinreise von Strassburg bis Rotterdam hatte, wurde bearbeitet von Herbert Eulenberg.
- Oberitalien

Der Band wartet mit Venedig, den oberitalienischen Seen und der Toskana mit schon damals von vielen Deutschen gern besuchten Reisegebieten auf; die Feder führte hier Hermann von Wedderkop.
- Riviera

Unter den Reihenautoren finden sich auch die jungen deutschen Intellektuellen Erika und Klaus Mann. Die Kinder Thomas Manns hatten mit diesem Band eine 1931 dorthin unternommene Reise literarisch verarbeitet.
- Schweiz (2 Bände)

Die mit Erika und Klaus Mann befreundete, aus Zürich stammende Schriftstellerin und Journalistin Annemarie Schwarzenbach, hat zusammen mit Hans Rudolf Schmid die zwei Schweiz-Bände verfasst, mit denen das Reihenprogramm 1933 zunächst abgeschlossen wurde.

#### Die Reihe ab 1933

##### Allgemeines
Angesichts der neuen politischen Verhältnisse in Deutschland kam eine Fortführung der Reihe mit weiteren Titeln nicht mehr in Betracht. Sowohl die Auswahl der Autoren und die inhaltlich zumeist sehr liberale Ausrichtung der Texte standen den kulturpolitischen Vorgaben des Nazi-Regimes diametral gegenüber. In dem 1935 veröffentlichten Almanach „30 Jahre R. Piper & Co Verlag. Almanach 1935“ sind aber als lieferbar noch alle Ausgaben bis auf den Riviera-Band Nr. XIV aufgelistet. Dessen 1933 emigrierte Autoren – Klaus Mann stand auf der Liste des schädlichen und unerwünschten Schrifttums; er und seine Schwester bekämpften publizistisch vom Ausland aus die politischen Verhältnisse im Deutschen Reich – waren nun für den Verlag nicht mehr haltbar. Die relative Seltenheit dieses Buchs dürfte also mit einer Makulierung von nach 1933 beim Verlag noch vorhandenen, unverkäuflich gewordenen Lagerbeständen im Zusammenhang stehen. Bei den übrigen Bänden konnte ein Verkauf der Lagerbestände entsprechend der gängigen Praxis zunächst noch erfolgen; ab 1936 verschärfte sich aber die Situation.

##### Rom (1938)
Ungeachtet dessen erlebte der der „Ewigen Stadt“ gewidmete Band XIII im Jahr 1938 eine geringfügig überarbeitete Auflage. Sie war sicher nicht zuletzt ein Produkt der in diese Zeit fallenden politischen Annäherung der beiden faschistischen Staaten Italien und Deutschland. Allerdings war der im Inhaltsverzeichnis des Buchs angekündigte Abschnitt „Faschismus und Tradition“ dann doch nicht in den Band aufgenommen worden. An seiner Stelle verblieb der ursprüngliche Text „Nicht lückenlos, sondern persönlich!“, wie sich überhaupt die inhaltliche Überarbeitung sehr stark in Grenzen hielt. Zwar fehlte nun das an den jüdischen Germanisten Victor Manheimer gerichtete zweiseitige Vorwort von Wedderkop aus der Erstauflage, aber die Einteilung der Kapitel blieb ebenso wie ihr Inhalt weitestgehend erhalten. An der Eloge für Mussolini wurde trotz seiner rasanten politischen Entwicklung seit 1931 kein Iota ergänzt. Im Gegenzug schmückten auch weiterhin die Zeichnungen des von den Nationalsozialisten als „entartet“ diffamierten Rudolf Großmann mit seiner vollen Signatur den Band. Dagegen war der 1936 aufgrund seiner jüdischen Abstammung, aber auch wegen seiner politischen Satire zur Emigration gezwungene Walter Trier als Einbandillustrator natürlich nicht mehr tragbar, so dass ein neuer Einbandentwurf mit einem Vetturino und dem Dioskurentempel vor der Silhouette des Petersdoms für das Rom-Buch gestaltet werden musste.

##### Reihenangebot 1939
Unmittelbar vor Ausbruch des Zweiten Weltkriegs waren noch drei der von Hermann von Wedderkop verfassten Bände – „London“, „Oberitalien“ und die überarbeitete Auflage von „Rom“ – sowie die beiden, die Reihe abschließenden Titel über die Schweiz im Piper-Almanach von 1939 unter der Reihenbezeichnung noch als lieferbar angezeigt. Bei den beiden Schweiz-Bänden wurde allerdings die Mitautorin Annemarie Schwarzenbach weggelassen.

## Ausstattung, Auflagen und Preis

### Illustratoren
Die Bände wurden von populären, zumeist zeitgenössischen Künstlern mit schwarz-weiß Illustrationen versehen. Ebenso wie bei den Autoren standen die Illustratoren in einer besonderen Beziehung zu der Stadt, die sie bis auf drei Bände jeweils mit Künstlerkollegen ins Bild setzten. So sorgten beim Berlin-Band am Reihenbeginn u. a. der 1929 verstorbene Heinrich Zille mit seinen Zille-Milljöh-Darstellungen sowie der Professor der Kunsthochschule Rudolf Großmann und der in Berlin lebende Pressezeichner B. F. Dolbin mit ihren Zeichnungen für das authentische Lokalkolorit. Unter den Illustratoren des der Kunst-Metropole Paris gewidmeten Bandes versammelten sich mit Pablo Picasso, Henri Matisse, Jean Cocteau und dem aus Bulgarien stammenden Jules Pascin, der sich 1930, ein Jahr nach dem Erscheinen des Buchs, das Leben nahm, wesentliche Vertreter der damaligen künstlerischen Avantgarde. Der bedeutende Exponent der Neuen Sachlichkeit Max Unold fing zusammen mit dem Karikaturisten Josef Benedikt Engl und Olaf Gulbransson, der eine Professur an der Königlichen Kunstgewerbeschule München innehatte, sowie weiteren Künstlern das Münchner Leben für den 1928 erschienenen Stadtband Das Buch von München ein. Weitere bekannte Illustratoren, die künstlerische Beiträge zur Gestaltung der Bände lieferten, waren Erich Ohser und Walter Buhe (Das Buch von Leipzig), Ernst Aufseeser und Georges Schreiber (Das Buch von Köln, Düsseldorf / Bonn), Franz M. Jansen und Otto Pankok (Das Buch vom Rheinland) sowie der Kinderbuchillustrator Tibor Gergely, der für den einzigen englischen Titel (Vienna) mit gezeichnet hatte, oder Hans Tomamichel (1899–1984), der beide Schweiz-Bände allein mit Zeichnungen versah.

### Auflagen
In den Handel kamen die Bände mit Startauflagen zwischen 5 000 und 10 000 Stück in drei Einbandvarianten. Bei vielen Bänden fehlt eine Auflagenangabe, die damit zumeist auch in den einschlägigen Bibliothekskatalogen nicht zu finden ist.

### Einbände

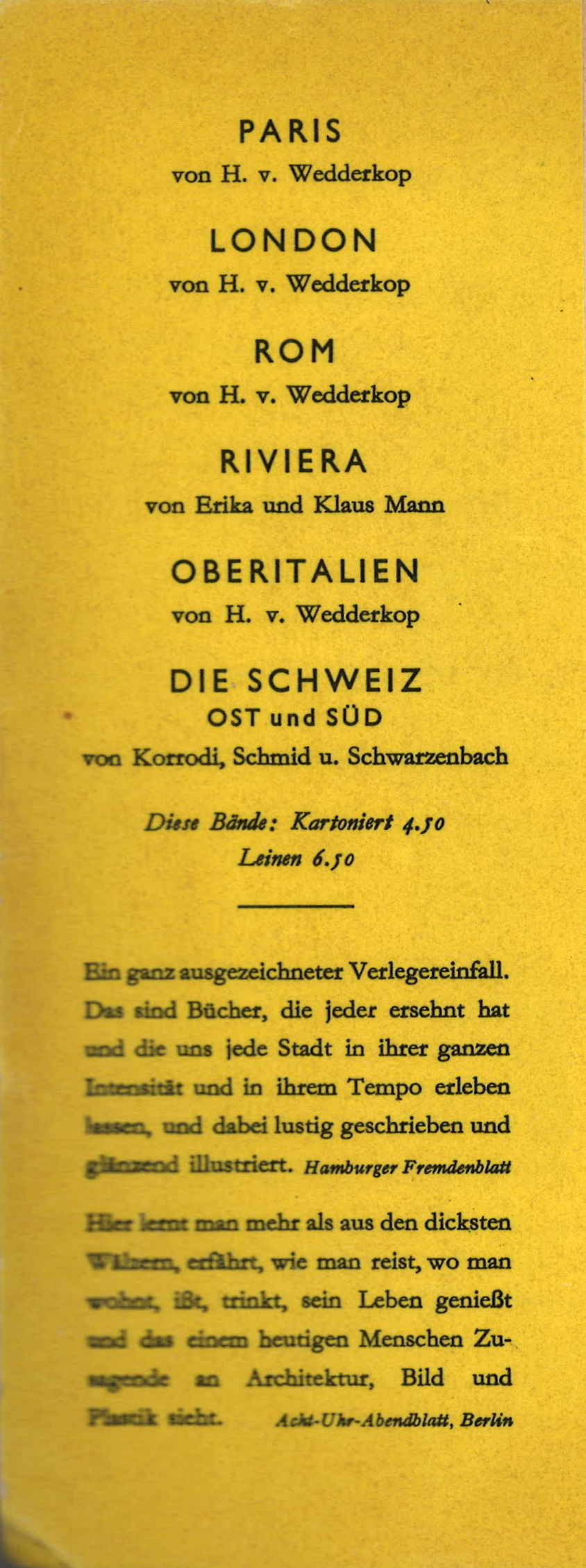
Werbung für Titel dieser Reihe in Ostwalds „Berlinerisch“ (1932)

Bei den ersten beiden Titeln Berlin und Wien fanden in der Erstauflage robuste, biegsame Pappen und rote Leinenausgaben als Einbandmaterial Verwendung. Beim Berlin-Band liegt auch eine Binderate in Broschureinbindung vor. Bei den Folgeauflagen und - titeln gab es dann nur noch Broschuren und rote, bei einigen Titeln auch gelbe, Leinenausgaben mit Schutzumschlag. Die Buchdeckel bzw. Schutzumschläge von 14 dieser Titel, bei dem Rom-Band nur die erste Auflage, gestaltete der Grafiker Walter Trier, der ansonsten bei der Illustrierung der Bände aber nicht beteiligt war, mit farbigen Zeichnungen auf leuchtend gelbem Grund. Bei den übrigen drei oblag dies einem der Bandillustratoren.
Vom englischsprachigen Band „The Vienna“ liegt eine späte Binderate vor, sicher aus der Zeit weit nach Triers Emigration 1936. Ihr Broschureinband weicht mit seinem beigefarbenen Grund und der grafischen Gestaltung völlig vom Reihentypus ab: An die Stelle von Triers Geige spielendem Engel ist das Wiener Riesenrad getreten. Auch wird nicht einmal mehr der Autor Ludwig Hirschfeld, der jüdischer Abstammung war, genannt, sondern der Übersetzer T. W. MacCallum an dessen Stelle gerückt.
Die Schutzumschläge und Einbände enthielten außer der Einbandzeichnung auf dem Vorderdeckel und dem roten Rückentitel zumeist keine weiteren Eindrucke. Erst bei den beiden Schlussbänden für die Schweiz gab es Eigenwerbung des Verlags für sonstige Reiseliteratur sowie für diese und die verwandte Reihe „Was nicht im Wörterbuch steht“. Diese wurde beim neugestalteten Einband des Rom–Bands von 1938, dessen Einbandzeichnung sich vom reihentypischen Erscheinungsbild Walter Triers doch schon deutlich entfernt hat, auch auf die Umschlagrückseite ausgedehnt, wo auf Franz Xaver Zimmermanns „Die Kirchen Roms“ und Max Dvořáks „Geschichte der italienischen Kunst“ hingewiesen wird. Im Klappentext werden der Reihenband „Oberitalien“ (1931) und die beiden Schweiz–Bände von 1933 als noch lieferbar angezeigt.
Da das recht dünne Papier der Schutzumschläge sehr empfindlich ist, fehlen heute bei den Leinenbänden sehr häufig die Schutzumschläge oder sind sie, wie auch bei den in fragiler englischer Broschur gebundenen Bänden, stark beschädigt. Nur bei den Papp- und Leinenbänden schützt die Oberkanten der Seiten ein grüner Kopfschnitt.

### Nummerierung und Verkaufspreise
Bis auf die englischsprachige Ausgabe von Wien, The Vienna, that’s not in the Baedeker, waren die Bände römisch nummeriert. Dabei wurde die Nummer „XII“ doppelt vergeben für Das Buch vom Rheinland und Das Buch von Rom (recte: „XIII“).
Am Ende der meisten Titel befanden sich Aufstellungen über die lieferbaren Ausgaben und ihre Preise. Danach lagen diese je nach Umfang und Ausstattung zwischen 3,80 (u. a. Budapest und Leipzig im Broschureinband) bis 7,50 Reichsmark, die für die Leinenausgaben von London und Vienna bezahlt werden mussten.
Die Reihe wurde auch in Österreich vertrieben, wo die Preise zwischen ca. 6 und 12 Schilling lagen.

### Aufstellung aller zwischen 1927 und 1938 erschienenen Titel
Die Einbände wurden sämtlich von Walter Trier gezeichnet, soweit nichts anderes in der Spalte „Entwurf,
Einband / Umschlag“ angegeben ist.
| Reihen- Nummer      | Autor                                                               | Titel                                                                 | Illustratoren laut Titelblatt | Entwurf Einband / Umschlag              | Zusätzlich erwähnte Reiseziele                                                                       | Auflagejahr Auflage in Tausend               | Seiten (zusätzliche Werbung) | Register Orte Themen Personen |
| ------------------- | ------------------------------------------------------------------- | --------------------------------------------------------------------- | --- | --------------------------------------- | --- | -------------------------------------------- | ---------------------------- | ----------------------------- |
| I[a]                | Eugen Szatmari                                                      | Das Buch von Berlin                                                   | Rudolf Großmann, Erich Godal, Dolbin, [Alois] Derso, Heinrich Zille (ungenannt: Conny, [Adalbert] Sipos)                                                                           |                                         | Potsdam, Werder, Märkische Schweiz, Rheinsberg, Ruppiner Schweiz, Altmark, Mecklenburg u. a.         | 1927: 1.–10.                                 | 243 (1)                      | TR                            |
| I[b]                | Eugen Szatmari                                                      | Das Buch von Berlin                                                   | Conny, Derso, Dolbin, Foujita, Erich Godal, Rudolf Großmann, Kelen, Sipos, Heinrich Zille                                                                                          | 1929: 11.–15. (überarbeitet)            | Potsdam, Werder, Märkische Schweiz, Rheinsberg, Ruppiner Schweiz, Altmark, Mecklenburg u. a.         | 253 (3)                                      | -                            |                               |
| I[c]                | Eugen Szatmari                                                      | Das Buch von Berlin                                                   | Conny, Derso, Dolbin, Foujita, Erich Godal, Rudolf Großmann, Kelen, Sipos, Heinrich Zille                                                                                          | 1931: 16.–20.(überarbeitet)             | Potsdam, Werder, Märkische Schweiz, Rheinsberg, Ruppiner Schweiz, Altmark, Mecklenburg u. a.         | 246 (2)                                      | -                            |                               |
| II[a]               | Ludwig Hirschfeld                                                   | Das Buch von Wien und Budapest „Ausflug nach Budapest“ nur als Anhang | Adalbert Sipos, Leopold Gedő |                                         | Südbahn, Baden, Rax, Burgenland, Wachau                                                              | 1927: 1.–10.                                 | 278 (18)                     | TR                            |
| II[b]               | Ludwig Hirschfeld                                                   | Das Buch von Wien (ohne den „Ausflug nach Budapest“)                  | Adalbert Sipos, Leopold Gedő |                                         | Südbahn, Baden, Rax, Burgenland, Wachau                                                              | 1927: 11.–20.                                | 258 (14)                     | TR                            |
| ohne [IIc]          | Ludwig Hirschfeld (Übertragung: T[homas] W[atson] MacCallum)        | The Vienna, that’s not in the Baedeker (ohne Reihenangabe)            | Tibor Gergely, Adalbert Sipos (neue Illustrationen) |                                         | Südbahn, Baden, Rax, Burgenland, Wachau                                                              | 1929: 1.–10.                                 | 262 (6)                      | -                             |
| ohne [IIc]          | Ludwig Hirschfeld (Übertragung: T[homas] W[atson] MacCallum)        | The Vienna, that’s not in the Baedeker (ohne Reihenangabe)            | Tibor Gergely, Adalbert Sipos (neue Illustrationen) | NN (neuer Entwurf, Binderate nach 1936) | Südbahn, Baden, Rax, Burgenland, Wachau                                                              | 1929: 1.–10.                                 | 262 (6)                      | -                             |
| III                 | Peter Scher Hermann Sinsheimer (Einband: Max Unold)                 | Das Buch von München                                                  | Arnold, Engl, [Marcel] Frischmann, Gulbransson, Neu, [Hermann] Rothballer, [Paul] Schondorff, Unold                                                                                | Max Unold                               | Starnberger See, Ammersee, Chiemsee, Tegernsee, Oberammergauer Passionsspiele, Salzburger Festspiele | 1928: 1.–10.                                 | 144 (4)                      | OR TR PR                      |
| IV                  | Géza Herczeg (Vorwort: Ludwig Hirschfeld) (Einband: Eugen Feiks)    | Das Buch von Ungarn und Budapest Einband: Eugen Feiks                 | Eugen Feiks |                                         | - | 1928: 1.–5.                                  | 240 (davon Werbung: 46)      | OR TR PR                      |
| V                   | Hermann von Wedderkop                                               | Das Buch von Köln, Düsseldorf, Bonn                                   | Ernst Aufseeser, Georges Schreiber |                                         | Ruhrgebiet, Altenberg, Siebengebirge, Nürburgring                                                    | 1928: NN                                     | 230 (2)                      | OR TR PR                      |
| VI                  | Hans Reimann                                                        | Das Buch von Leipzig                                                  | Walter Buhe, Erich Ohser |                                         | Weimar, Grimma                                                                                       | 1929: 1.–10.                                 | 205 (3)                      | OR TR PR                      |
| VII                 | Hermann von Wedderkop                                               | Das Buch von Paris                                                    | Jean Cocteau, Pablo Picasso, Henri Matisse, Rudolf Großmann, Marlice Hinz, Louis Touchagues, Pierre-Auguste Renoir, Jules Pascin, Käte Wilczynski, Bettina Roon-Hönig, Louis Kahan |                                         | Fontainebleau, Versailles, Chantilly                                                                 | 1929: 1.–10.                                 | 203 (5)                      | -                             |
| VII                 | Hermann von Wedderkop                                               | Das Buch von Paris                                                    | Jean Cocteau, Pablo Picasso, Henri Matisse, Rudolf Großmann, Marlice Hinz, Louis Touchagues, Pierre-Auguste Renoir, Jules Pascin, Käte Wilczynski, Bettina Roon-Hönig, Louis Kahan | 1929: 11.–16.                           | Fontainebleau, Versailles, Chantilly                                                                 | 210 (6)                                      | OR TR PR                     |                               |
| VIII                | Hans Harbeck                                                        | Das Buch von Hamburg                                                  | Eugen Denzel, Hans Leip, Kurt Löwengard, Gabriele von Lüttwitz (ungenannt: Dolbin)                                                                                                 |                                         | Sachsenwald                                                                                          | 1930: 1.–6.                                  | 171 (5)                      | OR TR PR                      |
| IX                  | Hans Reimann                                                        | Das Buch von Frankfurt, Mainz, Wiesbaden                              | Karl Friedrich Brust (1897–1960) |                                         | Offenbach, Bad Homburg                                                                               | 1930: 1.–5.                                  | 207 (1)                      | -                             |
| X                   | Hermann von Wedderkop                                               | Das Buch von London                                                   | Paul Bloomfield |                                         | Oxford, Brighton, Southend-on-Sea                                                                    | 1930: 1.–5.                                  | 230 (2)                      | -                             |
| XI                  | Hermann von Wedderkop                                               | Das Buch von Oberitalien                                              | Fritz Heinsheimer, Georg Walter Rössner |                                         | - | 1931: NN                                     | 254 (2)                      | OR                            |
| XII                 | Herbert Eulenberg                                                   | Das Buch vom Rheinland                                                | Franz M. Jansen, Otto Pankok |                                         | - | 1931: NN                                     | 215 (1)                      | OR                            |
| XIII[a] (statt XII) | Hermann von Wedderkop (Einband 1938: Rudolf Großmann (unsigniert)?) | Das Buch von Rom                                                      | Rudolf Großmann, Felix Meseck, Erna Plachte, Käte Wilczynski, Martin Piper |                                         | Campagna                                                                                             | 1930: NN                                     | 276 (4)                      | OR TR PR                      |
| XIII[b] (statt XII) | Hermann von Wedderkop (Einband 1938: Rudolf Großmann (unsigniert)?) | Das Buch von Rom                                                      | Rudolf Großmann, Felix Meseck, Erna Plachte, Käte Wilczynski, Martin Piper |                                         | Campagna                                                                                             | 1938: NN (ganz leicht überarbeitete Auflage) | 279                          | OR TR PR                      |
| XIV                 | Erika Mann Klaus Mann                                               | Das Buch von der Riviera                                              | Walther Becker, Henri Matisse, Rudolf Großmann, Martin Piper |                                         | - | 1931: NN                                     | 186 (4)                      | OR                            |
| XV                  | Annemarie Schwarzenbach Hans Rudolf Schmid (Hrsg. Eduard Korrodi)   | Das Buch von der Schweiz. Ost und Süd                                 | Hans Tomamichel |                                         | - | 1932: NN                                     | 240 (8)                      | OR                            |
| XVI                 | Annemarie Schwarzenbach Hans Rudolf Schmid (Hrsg. Eduard Korrodi)   | Das Buch von der Schweiz. Nord und West                               | Hans Tomamichel |                                         | - | 1933: NN                                     | 310 (2)                      | OR                            |

## Reprints und Nachauflagen anderer Verlage

### New Yorker Ausgabe des Vienna-Bandes
Die von T. W. Mac Callum übersetzte englische Ausgabe The Vienna erschien 1931 mit den Originalillustrationen in einer blauen Leinenausgabe beim New Yorker Verlag Robert M. McBride mit Copyright-Vermerk des Piper-Verlags. Die Trier-Zeichnung des Schutzumschlags war dabei einer Collage aus Textzeichnungen auf gelbem Grund gewichen. Dem waren sechs zusätzliche Werbeseiten für deutsche und österreichische Unternehmen beigegeben.

### Nachdrucke der Connewitzer Verlagsbuchhandlung
Die Connewitzer Verlagsbuchhandlung aus Leipzig legte 1995 und 1997 von insgesamt fünf Titeln fotomechanische Nachdrucke wohl mit Auflagen von jeweils 3000 Exemplaren vor, wobei nur bei den Ausgaben von 1995 die Auflage im DNB-Katalog mit 3000 Exemplaren aufgeführt ist. Diese sind fadengeheftet in robuste Pappbände unter weitestgehender Verwendung jeweils der originalen Einbandgestaltung gebunden. Die zeitgenössische Piper-Verlagswerbung wurde durch Titel des aktuellen Verlagsprogramms der Connewitzer Verlagsbuchhandlung, u. a. die in Rede stehenden Reprintausgaben, ergänzt. Folgende Bände wurden jeweils in der Fassung der Erstauflage verlegt:
- Das Buch von Berlin (Bd. I, 1927) – 1997
- Das Buch von Leipzig (Bd. VI, 1929) – 1995
- Das Buch von Hamburg (Bd. VIII, 1930) – 1997
- Das Buch von Frankfurt, Mainz, Wiesbaden (Bd. IX, 1930) – 1995
- Das Buch von der Riviera (Bd. XIV, 1931) – 1997.

### Neuausgaben des Riviera-Bands
Von dem Band Riviera der Mann-Geschwister wurden auch vom Rowohlt Verlag 2002 und 2004 Reprints vorgelegt, nachdem bereits 1989 der Berliner Verlag Silver & Goldstein eine mit zeitgenössischen Fotografien und einem Nachwort von Martin Ripkens ergänzte Ausgabe auf den Buchmarkt gebracht hatte. Diese Ausgaben erhielten moderne Einbände und sind so nicht als ursprüngliche Reihentitel erkennbar. Die Leipziger Riviera-Ausgabe verwendet zwar die originale Einbandgestaltung von Walter Trier, jedoch ohne die Signatur „Trier“.

### Ausgaben der Milena Verlags
Mit einem Nachwort von Martin Amanshauser erschien 2020 (3. Auflage: 2021) im Wiener Milena Verlag Ludwig Hirschfelds „Wien“ in der Fassung der 2. Auflage, also ohne den Anhang für Budapest, als Neudruck; Walther Triers Deckelillustration wurde beibehalten. Diesem folgte 2021 der Band für „Berlin“ von Eugen Szatmari, dem ein deutlich erweitertes Sachregister, das nicht mehr nur auf Hotels, Restaurants und Klubs verwies, und, im Unterschied zur Originalausgabe, ein sehr hilfreiches Personenregister beigegeben wurden. Der Nachwortautor ist hier Magnus Klaue. Schließlich folgte 2022 noch eine Neuausgabe des „München“-Bands von Peter Scher und Hermann Sinsheimer.

## „Wat niet in Baedeker staat“
Die Idee des Piper Verlags wurde um 1930 vom Amsterdamer Verlag A. J. G. Strengholt aufgegriffen. Unter dem Titel Wat niet in Baedeker staat erschienen mit Zeichnungen und Fotos versehene Bände zu den Städten Amsterdam (1930), Rotterdam (1931) und Den Haag (1931).

## „Was nicht im Wörterbuch steht“
1931 folgte anknüpfend an das Motto der alternativen Reiseführer in weitestgehend identischer Ausstattung die sieben Titel umfassende Reihe Was nicht im Wörterbuch steht. Erneut lieferte fast ausschließlich Walter Trier die Einbandentwürfe, bis er 1936 emigrieren musste. Der letzte Titel der Reihe erschien 1937. Zwei Bände erlebten in den 1950er Jahren originale Nachauflagen, später gab es solche auch bei anderen Verlagen.